# Хорхе Броун
Хорхе Емануел Броун, прякор Фату (на испански Jorge Emanuel Broun, Fatu) е аржентински футболист, вратар.

## Кариера
Дебютира в професионалния футбол в отбора на родния си град „Росарио Сентрал“ при загубата с 2:0 срещу „Клуб Атлетико Банфийлд“. През 2008 г. след продажбата на вратаря Кристиан Дарио Алварес в испанския „РКД Еспаньол" става титулярен вратар на Росарио Сентрал. Той е единственият вратар в историята на Росарио Сентрал, който е вкарал гол. Това се случва на 23 октомври 2009 г., когато от дузпа бележи срещу „Индепендиенте“.

### „Лудогорец“
Дебютира в официален мач на 19 юли 2017 г. в среща от ШЛ срещу ФК Жалгирис. Дебютира в мач от ППЛ на 20 август 2017 г. срещу Дунав (Русе). Дебютира в мач за купата на България на 21 септември 2017 г. срещу Оборище (Панагюрище).

## Успехи

### „Лудогорец“
- Шампион на България: 2017–2018
- Суперкупа на България: 2018